# Torremontalbo
Torremontalbo – gmina w Hiszpanii, w prowincji La Rioja, w La Rioja, o powierzchni 4,96 km². W 2011 roku gmina liczyła 14 mieszkańców.